# Рамирес, Хосе (бейсболист, 1992)
Хосе Энрике Рамирес (исп. José Enrique Ramírez; 17 сентября 1992, Бани) — доминиканский бейсболист, выступающий на позиции игрока третьей базы в клубе Главной лиги бейсбола «Кливленд Гардианс». Трижды принимал участие в Матче всех звёзд Лиги. По итогам сезонов 2017, 2018 и 2020 года получал награду «Сильвер Слаггер», вручаемую лучшим отбивающим чемпионата. В 2018 году вошёл в символический Клуб 30-30. Финалист Карибской серии 2013 года в составе «Леонес дель Эскогидо».

## Карьера
В систему «Кливленда» Рамирес попал в 2009 году после сборов перспективных молодых игроков на базе команды в Бока-Чика. Заметил игрока старший скаут «Индианс» Рамон Пенья. Подписание контракта с игроком обошлось клубу в 50 тысяч долларов. В 2011 году ему оформили документы, необходимые для выступления в Главной лиге бейсбола и он начал выступления в фарм-клубе для новичков в Аризоне. К 2013 году он дошёл до уровня команды Главной лиги бейсбола.
В Главной лиге бейсбола Рамирес дебютировал 1 сентября 2013 года, в концовке регулярного чемпионата. Девятого сентября в игре с «Канзас-Сити Роялс» он отбил два первых хита в своей карьере на высшем уровне. Начало сезона 2014 года он встретил в фарм-клубе, но уже 1 мая снова был вызван в основной состав «Индианс». В конце мая, после возвращения из списка травмированных Джейсона Кипниса, Рамиреса снова отправили в фарм-клуб. Вновь он вернулся в состав 23 июля. После обмена Асдрубаля Кабреры 31 июля, Рамирес занял позицию шорт-стопа. С конца июля он провёл за команду 56 матчей и рассматривался как один из основных игроков на следующий сезон.
Сезон 2015 года для Рамиреса сложился неудачно. В первых 55 играх сезона его показатель отбивания составил всего 18,0 % и руководство клуба перевёл его в состав «Коламбус Клипперс». Возвращение в лигу состоялось в августе и осенью он снова продемонстрировал свою лучшую игру. После окончания сезона тренерский штаб рассматривал перспективу перевода игрока на позицию аутфилдера, ослабленную травмой Майкла Брэнтли.
В 2016 году Рамирес провёл рекордные для себя 152 игры в регулярном чемпионате. По его итогам он вошёл в число десяти лучших по проценту отбивания в Американской лиге, а также занял второе место по числу даблов (46). Он успешно закрыл позицию аутфилдера, не допуская большого числа ошибок. В конце июля он заменил Хуана Урибе на третьей базе. «Индианс» дошли до игр Мировой серии, где уступили «Чикаго Кабс». Рамирес в этих матчах отбивал с показателем 31,0 %.
В марте 2017 года Рамирес подписал с «Индианс» новый пятилетний контракт на сумму 26 млн долларов. В июне он по итогам голосования болельщиков получил приглашение на Матч всех звёзд, став первым игроком «Индианс», попавшим в стартовый состав на игру с 2001 года. «Кливленд» в регулярном чемпионате одержал 102 победы, включая серию из 22 выигранных матчей подряд — рекордную для Американской лиги. Рамирес проявил себя одним из лучших атакующих игроков и стал лучшим в лиге по числу даблов. По итогам года Рамирес получил награду Сильвер Слаггер на позиции игрока третьей базы, вошёл в тройку претендентов на Золотую перчатку и занял третье место в голосовании, определявшем самого ценного игрока сезона.
В первой половине сезона 2018 года Рамирес отбивал с показателем 29,2 %, сделав 25 даблов, 59 RBI, выбив 24 хоум-рана и украв 19 баз. Второй год подряд по итогам голосования болельщиков он вошёл в стартовый состав команды Американской лиги на Матч всех звёзд. По итогам июля он был признан лучшим игроком Американской лиги. В сентябре Рамирес вошёл в символический Клуб 30-30, став первым за шесть лет игроком, за сезон выбившем 30 хоум-ранов и укравшим 30 баз. Всего он сыграл в 157 матчах чемпионата, его итоговый показатель отбивания составил 27,0 %, несмотря на существенный спад в заключительной части сезона. По итогам года он стал обладателем награды Сильвер Слаггер и вошёл в число финалистов приза Золотая перчатка и голосования, определявшего самого ценного игрока лиги.
В 2021 году Рамирес провёл за клуб 152 матча, отбивая с эффективностью 26,6 %, выбив 36 хоум-ранов и набрав 103 RBI. В третий раз в карьере он вошёл в число участников Матча всех звёзд, а по итогам сезона занял шестое место в голосовании, определявшем самого ценного игрока Американской лиги. В апреле 2022 года он продлил контракт с «Кливлендом» на пять лет, сумма нового соглашения составила 124 млн долларов, его условиями был предусмотрен полный запрет на обмены. 